# Rodolfo Anda
Rodolfo Anda – meksykański zapaśnik walczący w obu stylach. Zdobył brązowe medal na igrzyskach Ameryki Środkowej i Karaibów w 1982. Drugi na mistrzostwach Ameryki Centralnej w 1984 roku.